# Kuno von Lichtenstein
Kuno (Konrad) von Lichtenstein (zm. 15 lipca 1410 pod Grunwaldem) – wielki komtur zakonu krzyżackiego od 1404 roku. Zginął w bitwie pod Grunwaldem.

## Życiorys
Kuno Lichtenstein pochodził z frankońskiej rodziny Lichtenstein. Nie jest znana dokładna data jego urodzin ani data wstąpienia do zakonu krzyżackiego. W 1389 r. objął w zakonie stanowisko niem. Ordensvogt w Sambii, które pełnił do 3.02.1392. W latach 1392–1396 był komturem Ragnety, następnie Gniewu.
W 1404 roku został mianowany przez wielkiego mistrza Konrada von Jungingena wielkim komturem. Był zastępcą wielkiego mistrza.
W bitwie pod Grunwaldem Kuno von Lichtenstein dowodził prawym skrzydłem armii zakonnej, zginął prawdopodobnie walcząc w chorągwi wielkiej komturii.
Według Jana Długosza uchodził za jednego z najlepszych szermierzy ówczesnej Europy.

## Kuno von Lichtenstein w literaturze
Postać Kuno von Lichtensteina występuje w powieści Krzyżacy Henryka Sienkiewicza. Kuno przybywa jako poseł do króla Władysława II Jagiełły, zostaje wtedy zaatakowany przez Zbyszka z Bogdańca, który chce dzięki temu wypełnić obietnicę daną Danusi (dostarczenie trzech pawich piór z hełmów). Zakonnik ten znany był ze swojej dumy i buty, żywił pogardę zarówno do Zbyszka, jak i do Maćka z Bogdańca. W czasie bitwy pod Grunwaldem ten drugi wyzwał go na pojedynek i zabił dwukrotnym ciosem mizerykordii w szyję.
Postać Lichtensteina pojawiła się również w cyklu powieści o tematyce krzyżackiej autorstwa Dariusza Domagalskiego. Kuno ukazany jest jako homoseksualista utrzymujący kontakty seksualne z młodymi klerykami. Ginie w bitwie pod Grunwaldem, tonąc w bagnie po pojedynku z Dagobertem z Saint-Amand.

## Kuno von Lichtenstein w filmie
W ekranizacji powieści Sienkiewicza w reżyserii Aleksandra Forda w rolę Lichtensteina wcielił się Mieczysław Voit.
Postać Kunona von Lichtensteina występuje także w serialu Przyłbice i kaptury z 1985 w reżyserii Marka Piestraka. Rolę tę grał Tadeusz Borowski.